# Paul Simonis
Paul Simonis (Leidschendam-Voorburg, Países Bajos, 14 de febrero de 1985) es un entrenador de fútbol neerlandés. Actualmente dirige al VfL Wolfsburgo de la Bundesliga.

## Trayectoria
Simonis trabajó en la cantera del Sparta de Róterdam desde 2005, donde entrenó a varios equipos juveniles, incluido el equipo sub-17 de julio de 2017 a junio de 2018 y el equipo sub-19 de julio de 2018 a junio de 2020. Posteriormente, Kees van Wonderen lo convocó para que sea su asistente técnico en Go Ahead Eagles y en el SC Heerenveen.
El 2 de julio de 2024, fue anunciado como entrenador del Go Ahead Eagles en reemplazo de René Hake. En su primer año como técnico, obtuvo la Copa de los Países Bajos tras derrotar al AZ Alkmaar en la final después de una tanda de penaltis. A su vez, el club terminó la temporada 2024-25 en el séptimo lugar y, tras ganar la copa, se clasificó para la fase de grupos de la UEFA Europa League.
En junio de 2025, asumió al frente del VfL Wolfsburgo y firmó un contrato por dos temporadas.

## Clubes

### Como entrenador
| Equipo                         | Div.                | Temporada           | Liga  | Liga | Liga | Liga | Liga |       | Copa | Copa | Copa | Copa  |   | Internacional | Internacional | Internacional | Internacional | Internacional |   | Otros | Otros | Otros | Otros |    | Totales     | Totales | Totales | Totales | Totales | Totales | Totales | Totales |
| Equipo                         | Div.                | Temporada           | Part. | G    | E    | P    | Pos. | Part. | G    | E    | P    | Part. | G | E             | P             | Pos.          | Part.         | G             | E | P     | Part. | G     | E     | P  | Rendimiento | GF      | GC      | Dif.    |         |         |         |         |
| ------------------------------ | ------------------- | ------------------- | ----- | ---- | ---- | ---- | ---- | ----- | ---- | ---- | ---- | ----- | - | ------------- | ------------- | ------------- | ------------- | ------------- | - | ----- | ----- | ----- | ----- | -- | ----------- | ------- | ------- | ------- | ------- | ------- | ------- | ------- |
| Go Ahead Eagles · Países Bajos | 1.ª                 | 2024-25             | 34    | 14   | 9    | 11   | 7.º  | 5     | 3    | 2    | 0    | 2     | 0 | 1             | 1             | 2.ªR          | -             | -             | - | -     | 41    | 17    | 12    | 12 | 51.22%      | 68      | 62      | +6      |         |         |         |         |
| Go Ahead Eagles · Países Bajos | Total               | Total               | 34    | 14   | 9    | 11   | -    | 5     | 3    | 2    | 0    | 2     | 0 | 1             | 1             | -             | -             | -             | - | -     | 41    | 17    | 12    | 12 | 51.22%      | 68      | 62      | +6      |         |         |         |         |
| VfL Wolfsburgo · Alemania      | 1.ª                 | 2025-26             | 0     | 0    | 0    | 0    | -    | 1     | 1    | 0    | 0    | -     | - | -             | -             | -             | -             | -             | - | -     | 1     | 1     | 0     | 0  | 100%        | 9       | 0       | +9      |         |         |         |         |
| VfL Wolfsburgo · Alemania      | Total               | Total               | 0     | 0    | 0    | 0    | -    | 1     | 1    | 0    | 0    | -     | - | -             | -             | -             | -             | -             | - | -     | 1     | 1     | 0     | 0  | 0%          | 9       | 0       | +9      |         |         |         |         |
| Total en su carrera            | Total en su carrera | Total en su carrera | 34    | 14   | 9    | 11   | -    | 6     | 4    | 2    | 0    | 2     | 0 | 1             | 1             | -             | -             | -             | - | -     | 42    | 18    | 12    | 12 | 52.38%      | 77      | 62      | +15     |         |         |         |         |
| 1. 2.                          |                     |                     |       |      |      |      |      |       |      |      |      |       |   |               |               |               |               |               |   |       |       |       |       |    |             |         |         |         |         |         |         |         |

#### Resumen por competiciones
| Competición                        | Partidos | Ganados | Empatados | Perdidos | %      | Resultado     |
| ---------------------------------- | -------- | ------- | --------- | -------- | ------ | ------------- |
| Eredivisie                         | 34       | 14      | 9         | 11       | 50%    | 7.º lugar     |
| Copa de los Países Bajos           | 5        | 3       | 2         | 0        | 73.33% | Campeón       |
| Bundesliga                         | 0        | 0       | 0         | 0        | 0%     | En disputa    |
| Copa de Alemania                   | 1        | 1       | 0         | 0        | 100%   | En disputa    |
| Liga Europa Conferencia de la UEFA | 2        | 0       | 1         | 1        | 16.67% | Segunda ronda |
| TOTAL                              | 42       | 18      | 12        | 12       | 52.38% | 1 Título      |

## Palmarés

### Como entrenador

#### Campeonatos nacionales
| Título                   | Club            | País         | Año     |
| ------------------------ | --------------- | ------------ | ------- |
| Copa de los Países Bajos | Go Ahead Eagles | Países Bajos | 2024-25 |